# صالح جرمی
ابوعمر، صالح بن اسحاق جَرمی (؟ -۸۳۹م) فقیه، محدث و زبان‌شناس عراقی بود که بیشتر در علم لغت شهرت دارد. از اهالی بصره بود که ساکن بغداد شد. از یونس بن حبیب، ابوزید انصاری و معمر بن مثنی علم آموخت. به ابوالعباس مبرد و هلال مازنی نیز آموزش داد. الفرخ، المختصر فی النحو، التبیه، السیر، الأبنیة، العروض و غریب از آثار اوست. 